# Solo tu (Dolcenera)
Solo tu è il primo singolo della cantautrice italiana Dolcenera, pubblicato da Heinz Music e Amarena Music nel settembre 2002.  La canzone, prodotta da Lucio Fabbri, è interamente scritta da Dolcenera.

## La canzone
Il brano è stato presentato dalla cantante durante la trasmissione televisiva Destinazione Sanremo, insieme a Vivo tutto la notte. Al termine della trasmissione, Dolcenera è rientrata nella rosa dei vincitori, ottenendo così il diritto di partecipare al Festival di Sanremo 2003, dove si sarebbe poi classificata al primo posto tra le Proposte con il suo secondo singolo, Siamo tutti là fuori.
Il brano è stato in seguito inserito nell'album di debutto della cantante, intitolato Sorriso nucleare e pubblicato nel marzo 2003.
Solo tu è un brano energico, definito dalla stessa cantautrice come una canzone rock-R&B, che ha come tema la passione sensuale di una donna emancipata.

## Tracce
1. Solo tu – 3:25 (Dolcenera)
2. Solo tu – 3:25 (Dolcenera) – Strumentale

## Musicisti
- Dolcenera: pianoforte, voce
- Roberto Gualdi: batteria
- Lucio Fabbri: chitarre, basso, Organo Hammond, ARP 2600, violino, viola, violoncello